# XP-57 (航空機)
XP-57は、第二次世界大戦中にアメリカ合衆国で計画された戦闘機。計画のみで、実機の製作はされなかった。

## 概要
1940年5月にタッカー社(Tucker Aviation Company of Detroit)は、アメリカ陸軍航空隊に小型軽量戦闘機の企画を提案した。胴体は金属製だが、主翼は木製の機体であり、液冷直列8気筒レシプロエンジン（720馬力）を操縦席の後ろに搭載し、そこから延長シャフトにより機首の二翅プロペラをまわすというものであった。主翼は低翼配置であり、武装は機銃3門が予定されていた。
アメリカ陸軍は試作機1機を発注したが、タッカー社の資金難により、機体製造前の1941年2月に計画は中断された。

## 要目（計画）
- 全長：8.10m
- 全幅：8.67m
- 全高：2.44m
- 最大速度：308マイル/h
- 乗員：1名
- エンジン：Miller L510 レシプロエンジン（720馬力）
- 武装：機銃 3門（.50口径機銃3門または.50口径機銃1門・20mm機銃2門）